# John Yuda Msuri
John Yuda Msuri (* 9. Juni 1979 in Kwapakacha, Distrikt Kondoa, Region Dodoma) ist ein tansanischer Langstreckenläufer.
Msuri begann mit dem Laufsport in der Grundschule und betrieb ihn weiter als Hobby neben seiner Arbeit als Mechaniker in Dodoma. 2000 schaffte er es, sich für die nationalen Meisterschaften zu qualifizieren, und wurde jeweils Fünfter über 5000 und 10.000 Meter. Er wurde vorläufig in einem Laufclub für die Elite aufgenommen und lief im August seinen ersten Marathon in 2:20:12 h.
Weiteres Training im Crosslauf ermöglichte ihm zum Beginn der nächsten Saison die Teilnahme an den Crosslauf-Weltmeisterschaften 2001 in Ostende, wo er Platz 14 auf der Kurz- und Platz 27 auf der Langstrecke belegte. Er wurde von KIMbia Athletics unter Vertrag genommen und bestritt nun erfolgreich Straßenläufen. Unter anderem siegte er beim Würzburger Residenzlauf und wurde Zweiter bei den 25 km von Berlin, nur von Rodgers Rop, der Weltrekord lief, geschlagen. Bei den Halbmarathon-Weltmeisterschaften in Bristol gewann er hinter Haile Gebrselassie und Tesfaye Jifar in persönlicher Bestzeit von 1:00:12 h Bronze.
2002 wurde er bei den Crosslauf-Weltmeisterschaften in Dublin auf der Langstrecke Zweiter hinter Kenenisa Bekele und holte bei den Halbmarathon-Weltmeisterschaften in Brüssel erneut Bronze, diesmal hinter Paul Malakwen Kosgei und Jaouad Gharib. In dieser Saison war er auch als Bahnläufer erfolgreich und stellte nationale Rekorde über 5000 und 10.000 Meter auf. Bei den Commonwealth Games in Manchester gewann er die Bronzemedaille über 10.000 Meter, und beim Great North Run (ein Halbmarathon, dessen Strecke wegen des starken Gefälles nicht bestenlistentauglich ist) wurde er Zweiter in 1:00:02 h.
Im Jahr darauf wurde er von Verletzungen geplagt und kam bei den Leichtathletik-Weltmeisterschaften in Paris/Saint-Denis über 10.000 Meter nicht über den zwölften Platz hinaus. Zwölfter. Bei den Halbmarathon-Weltmeisterschaften in Vilamoura litt er in der Schlussphase an Krämpfen, kämpfte sich aber dennoch durch und trug mit einem fünften Platz dazu bei, dass Tansania zum ersten Mal bei Halbmarathon-Weltmeisterschaften Mannschaftsgold gewann. Eine Woche später siegte Msuri beim Great South Run.
Am Jahresende wurde er in einen schweren Verkehrsunfall verwickelt, erlitt aber nur leichte Verletzungen. Sein Marathondebüt im professionellen Bereich beim London-Marathon 2004 ließ sich zunächst gut an. Bis Kilometer 34 konnte er das Tempo von Evans Rutto und Sammy Korir, die auf Platz eins und zwei im Ziel einliefen, mithalten, nach einem Sturz wurde Msuri jedoch von Muskelproblemen geplagt und fiel auf den neunten Platz zurück. Beim 10.000-Meter-Lauf der Olympischen Spiele in Athen gab Msuri wegen einer Verletzung an der Hüfte auf.
2005 wurde er Sechster bei den Halbmarathon-Weltmeisterschaften in Edmonton und gewann zum zweiten Mal den Great South Run. Dagegen belegte er im 10.000-Meter-Lauf bei den Leichtathletik-Weltmeisterschaften in Helsinki nur den 18. Rang.
John Yuda Msuri ist 1,68 kg groß, wiegt 47 kg und wird von Dieter Hogen trainiert. Er ist mit seiner Läuferkollegin Hawa Hussein verheiratet und hat seine Siegprämien in ein Musikstudio und eine Gastwirtschaft investiert.

## Bestleistungen
- 5000 m: 13:03,62 min, 12. Juli 2002, Rom (tansanischer Rekord)
- 10.000 m: 27:06,17 min, 30. August 2002, Brüssel (tansanischer Rekord)
- 10-km-Straßenlauf: 27:56 min, 4. August 2007, Cape Elizabeth (Maine)
- Halbmarathon: 1:00:12 h, 7. Oktober 2001, Bristol
- 25 km: 1:13:56 h, 6. Mai 2001, Berlin (tansanischer Rekord)
- Marathon: 2:10:13 h, 18. April 2004, London